# Championnat du Japon de football 1984
Le Championnat du Japon de football 1984 est la vingtième édition de la Japan Soccer League. 
Aucun club de D1 et D2 ne fut relégué car la D1 et la D2 passèrent à 12 clubs pour la saison suivante. Il n'y eut donc aucun barrage de promotion-relégation. 

## Classement de la première division
| Pos | Club              | Pts | J  | G  | N | D  | Bp | Bc | Diff | Note     |
| --- | ----------------- | --- | -- | -- | - | -- | -- | -- | ---- | -------- |
| 1   | Yomiuri           | 26' | 18 | 11 | 4 | 3  | 41 | 20 | +21  | Champion |
| 2   | Nissan            | 25  | 18 | 11 | 3 | 4  | 40 | 23 | +17  |          |
| 3   | Yamaha Motors     | 24  | 18 | 10 | 4 | 4  | 25 | 16 | +12  |          |
| 4   | Furukawa Electric | 21  | 18 | 8  | 5 | 5  | 28 | 20 | +8   |          |
| 5   | Honda             | 19  | 18 | 7  | 5 | 6  | 26 | 23 | +3   |          |
| 6   | Fujita Industries | 18  | 18 | 5  | 6 | 6  | 25 | 25 | 0    |          |
| 7   | Mitsubishi Motors | 15  | 18 | 6  | 3 | 9  | 22 | 33 | -11  |          |
| 8   | Nippon Kokan      | 14  | 18 | 4  | 6 | 8  | 16 | 23 | -7   |          |
| 9   | Yanmar Diesel     | 14  | 18 | 5  | 4 | 9  | 15 | 28 | -13  |          |
| 10  | Hitachi           | 4   | 18 | 2  | 0 | 16 | 11 | 41 | -30  |          |

## Classement des buteurs de la D1
| Joueur             | Nombre de buts |
| ------------------ | -------------- |
| Tetsuya Totsuka    | 14             |
| Takashi Sekizuka   | 11             |
| Ruy Ramos          | 9              |
| Kazushi Kimura     | 8              |
| Takashi Mizunuma   | 8              |
| Koichi Hashiratani | 8              |
| Osamu Taninaka     | 8              |
| Hiromi Hara        | 8              |
| Toshio Matsuura    | 8              |

## Classement de la deuxième division
| Pos | Club                   | Pts | W  | D | L  | GF | GA | GD  | Notes                       |
| 1   | Sumitomo               | 26  | 10 | 6 | 2  | 40 | 23 | +17 | Champion de D2, promu en D1 |
| 2   | ANA                    | 26  | 12 | 2 | 4  | 31 | 17 | +14 | Promu en D1                 |
| 3   | Matsushita Electric    | 22  | 8  | 6 | 4  | 25 | 19 | +6  |                             |
| 4   | Toshiba                | 22  | 9  | 4 | 5  | 29 | 25 | +4  |                             |
| 5   | Tanabe Pharmaceuticals | 21  | 7  | 7 | 4  | 30 | 21 | +9  |                             |
| 6   | Mazda                  | 18  | 7  | 4 | 7  | 24 | 20 | +4  |                             |
| 7   | Fujitsu                | 14  | 5  | 4 | 9  | 20 | 30 | -10 |                             |
| 8   | Toyota Motors          | 13  | 4  | 5 | 9  | 24 | 31 | -9  |                             |
| 9   | New Japan Steel        | 13  | 4  | 4 | 10 | 15 | 28 | -13 |                             |
| 10  | Kofu Club              | 6   | 1  | 4 | 13 | 20 | 44 | -24 |                             |